# Anetswil

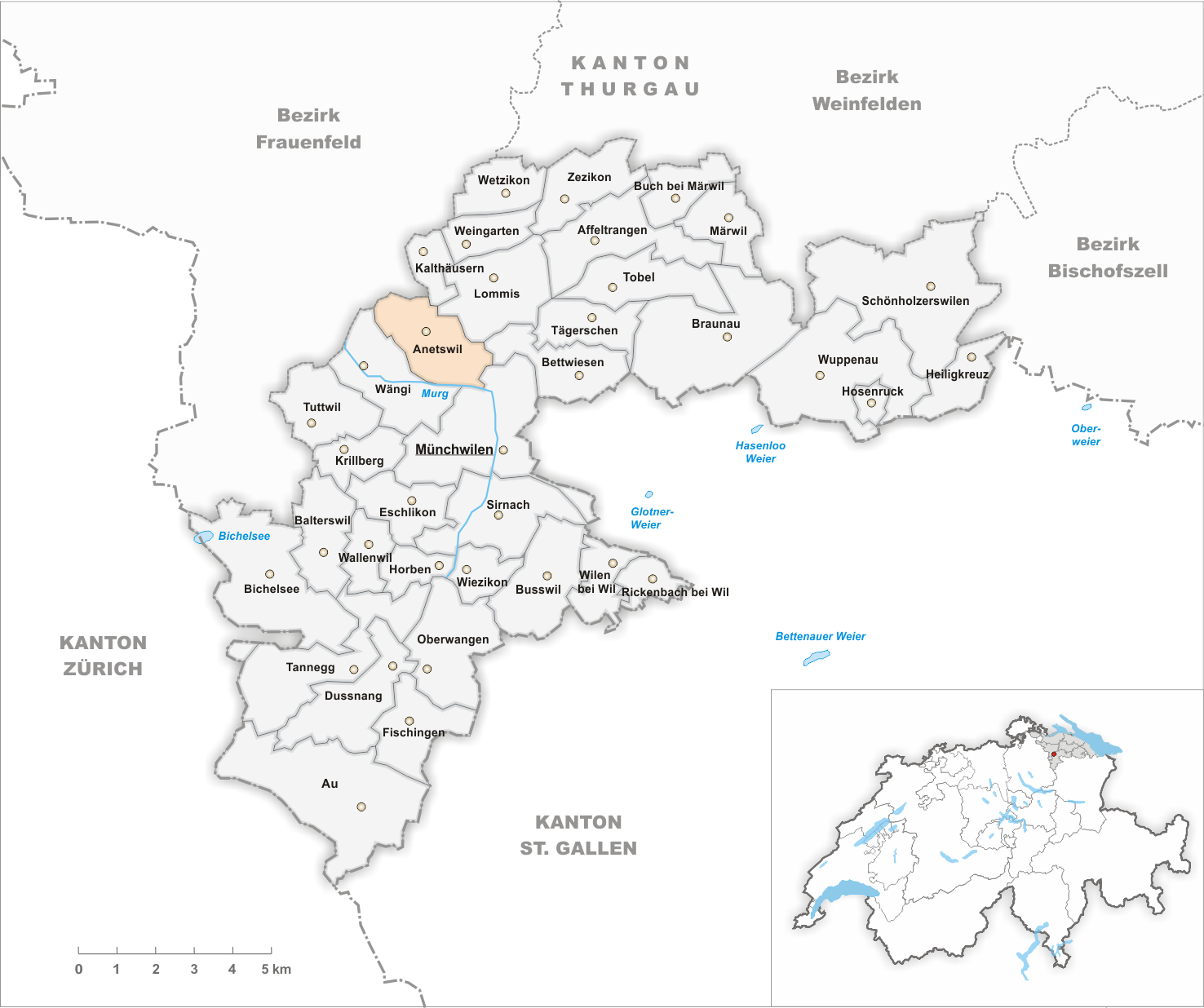
Gemeindestand vor der Fusion im Jahr 1969

Anetswil ist eine Siedlung der politischen Gemeinde Wängi, Kanton Thurgau.
Am 1. Januar 1969 ging die ab 1812 bestehende Ortsgemeinde Anetswil in der Einheitsgemeinde Wängi auf.

## Geographie
Anetswil liegt auf einem flachen Hügelzug nordöstlich von Wängi.

## Geschichte
Anetswil wurde im Jahr 904 als Adelnoteswilare und im Jahr 1303 als Arnoltswile erwähnt. Der Hof in Anetswil war 1489 ein Lehen von Eberhard von Klingenberg. Für den Hof Eggetsbühl ist 1428 das Kloster St. Gallen, für den Hof Berg 1580 das Kloster Fischingen als Grundherr belegt. Anetswil gehörte zum sogenannten Hohen Gericht am Tuttwilerberg und unterstand folglich auch in niederen Gerichtssachen direkt dem Landvogt bzw. dessen Untervogt in Hofen bei Sirnach. Kirchlich gehörte Anetswil stets zu Wängi.
Früher lag das Dorf an der Strasse von Frauenfeld nach Wil, diese wurde jedoch 1842 ins Tal verlegt. Die Landwirtschaft war der wichtigste Erwerbszweig.

## Bevölkerung
| Jahr         | 1831 | 1900 | 1910 | 1960 | 2010  | 2018  |
| Ortsgemeinde | 391  | 352  | 427  | 465  |       |       |
| Siedlung     |      |      |      |      | 52    | 71    |
| Quelle       |      |      |      |      | [ 3 ] | [ 5 ] |

## Bilder

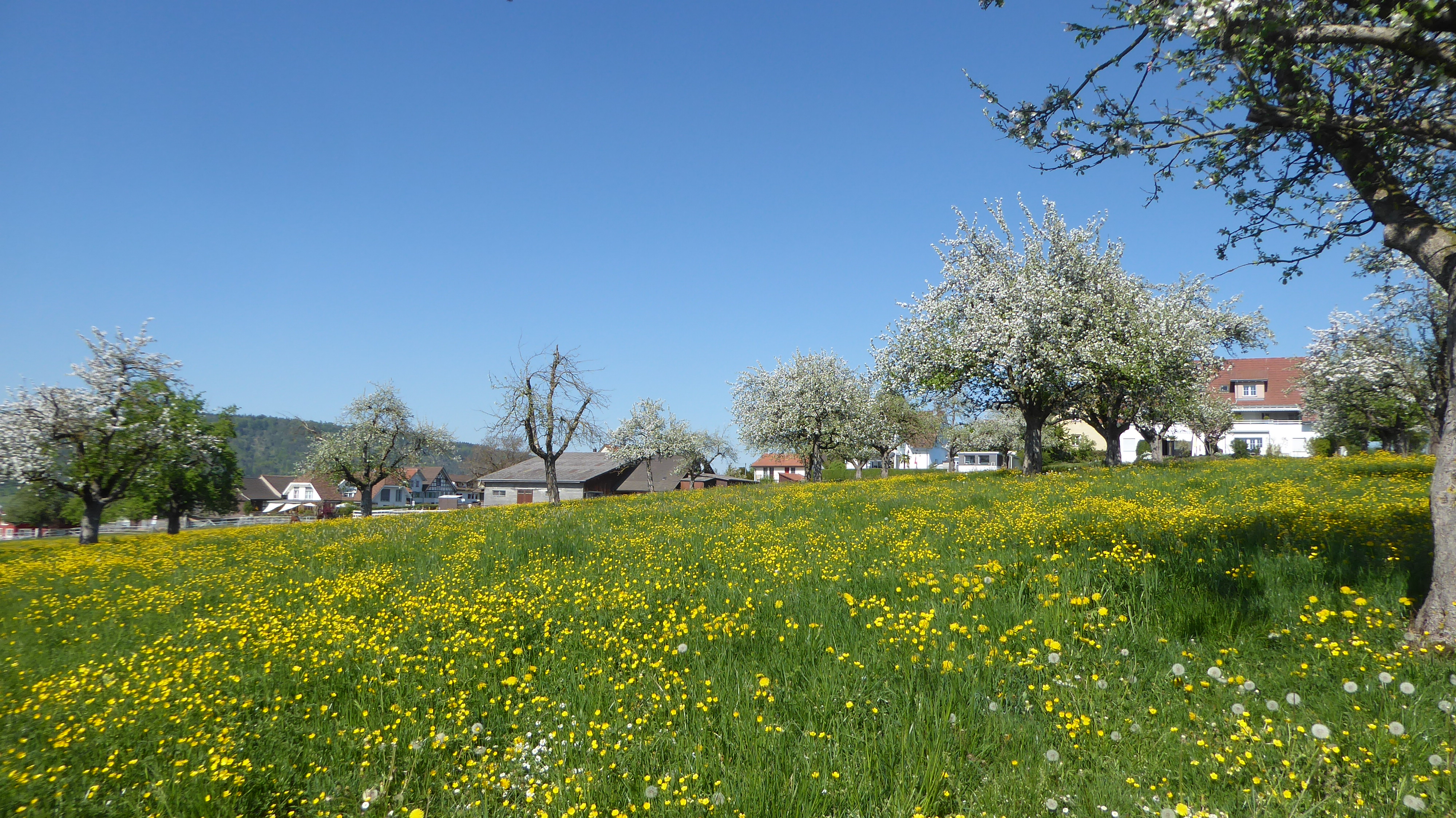
Anetswil während der Apfelblüte
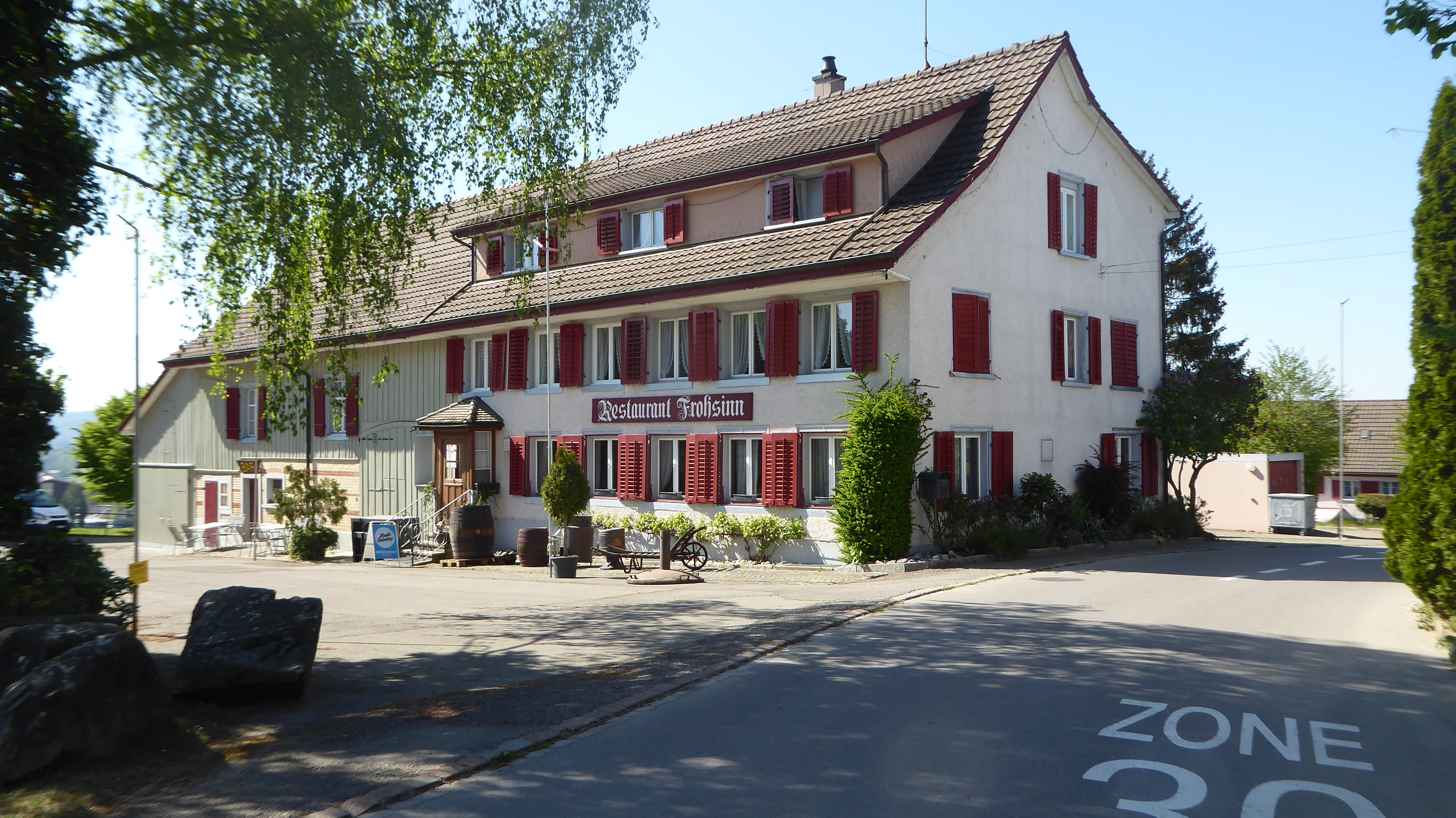
Restaurant Frohsinn

## Quelle
- Gregor Spuhler: Anetswil. In: Historisches Lexikon der Schweiz.
Dieser Artikel basiert weitgehend auf dem Eintrag im Historischen Lexikon der Schweiz (HLS), der gemäss den Nutzungshinweisen des HLS unter der Lizenz Creative Commons – Namensnennung – Weitergabe unter gleichen Bedingungen 4.0 International (CC BY-SA 4.0) steht.